# Streptocarpus rhodesianus
Streptocarpus rhodesianus là một loài thực vật có hoa trong họ Tai voi. Loài này được S.Moore miêu tả khoa học đầu tiên năm 1911.